# FC St. Pauli
Fußball-Club St Pauli von 1910 e.V., krajše FC St Pauli je nemški nogometni klub iz St. Paulija, predela mesta Hamburg. Ustanovljen je bil 15. maja 1910 in aktualno igra v 2. Bundesligi, 2. nemški nogometni ligi.
Z domačih tekmovanj ima St. Pauli 3 naslove podprvaka 2. nemške lige (1987/88, 1994/95, 2009/10), 1 naslov prvaka nekdanje severne 2. nemške lige (1977), 4 naslove prvaka nekdanje severne regionalne 2. lige (1963/64, 1965/66, 1971/72, 1972/73), 1 naslov prvaka regionalne severne lige (2007), 3 naslove prvaka nekdanje severne Oberlige (1981, 1983, 1986), 1 naslov mestne hamburške lige (1947) ter 4 naslove prvaka hamburškega pokala (1986, 2004, 2005, 2006).
Domači stadion St. Paulija je Millerntor-Stadion, ki sprejme 29.546 gledalcev. Barvi dresov sta rjava in bela. Nadimka nogometašev sta Kiezkicker ("Sosedski nogometaši") in Freibeuter der Liga ("Ligaški gusarji").

## Rivalstvo
Rival St. Paulija je mestni tekmec Hamburger SV. Dvoboj med tema dvema kluboma se imenuje Hamburger Stadtderby ali preprosto Derby. V novejšem času pa je St. Paulijev rival tudi Hansa Rostock.

## Zanimivosti
Kljub skromnim uspehom v domačih tekmovanjih, je klub splošno priznan po svoji izraziti družbeni kulturi in ima veliko priljubljenost v Nemčiji. Zato ima tudi status kultnega kluba, kateri se je zdaj razvil tudi zunaj Nemčije.
Podporniki kluba se močno identificirajo s svojo podporo politični levici.
Na vsaki domači tekmi se pred začetkom tekme predvaja skladba Hells Bells, avstralske rock skupine AC/DC in vsak zadeti gol se pospremi s pesmijo Song 2 angleške glasbene skupine Blur